# 城巴2X線
城巴2X線是香港島的一條日間巴士路線，來往西灣河（嘉亨灣）及會展站，提供直接往返愛秩序灣、筲箕灣、西灣河及銅鑼灣、灣仔等地區之服務。

## 簡介及歷史
- 1999年7月2日：路線投入服務。
- 2001年3月4日：路線延長至愛秩序灣（愛賢街）。
- 2002年6月16日：路線遷往愛德街總站。
- 2006年3月26日：因政府收回愛德街總站，路線縮短至筲箕灣總站，來回程均繞經愛秩序灣[1]。
- 2015年5月17日：本線港島區總站由灣仔碼頭遷移往灣仔北公共運輸交匯處，以配合灣仔碼頭公共運輸交匯處因港鐵沙中綫工程而封閉。
- 2018年2月16日：N2X線取消服務。
- 2018年7月27日：增設實時抵站時間查詢服務。
- 2020年8月16日：東區總站與城巴608線互調，由筲箕灣遷往嘉亨灣[2][3][註 1]：
  - 由嘉亨灣開出，經太安街、愛勤道、愛賢街、愛秩序灣道、東喜道、南安里、南安街、筲箕灣巴士總站、未命名道路、南安里後返回原有路線，並加設「嘉亨灣」及愛勤道「東旭苑東曉閣」站。
  - 由灣仔北開出，抵望隆街後，改經愛秩序灣道、愛賢道、愛勤道、太安街及太康街；加設愛賢街「愛東商場」、愛勤道「東旭苑東曉閣」及「嘉亨灣」站，並取消愛賢街「愛蝶灣」站。
- 2022年5月14日：本線灣仔區總站由灣仔北遷移往會展站公共運輸交匯處，以配合會展站啟用，往灣仔方向取消菲林明道「香港會議展覽中心」站，往西灣河（嘉亨灣）方向則不停會議道「灣仔碼頭」站。[6]
- 2023年7月1日：因應城巴新巴專營權合併，本線改由城巴經營。

## 服務時間及班次
| 西灣河（嘉亨灣）開 | 西灣河（嘉亨灣）開         | 西灣河（嘉亨灣）開         | 會展站開         | 會展站開     | 會展站開     |
| 日期               | 服務時間                   | 班次（分鐘）               | 日期             | 服務時間     | 班次（分鐘） |
| ------------------ | -------------------------- | -------------------------- | ---------------- | ------------ | ------------ |
| 星期一至五         | 05:25-06:15                | 10                         | 星期一至五       | 06:00-11:00  | 20           |
| 星期一至五         | 06:15-06:50                | 7                          | 星期一至五       | 11:00-12:00  | 15           |
| 星期一至五         | 06:50-07:30                | 10                         | 星期一至五       | 12:00-13:00  | 12           |
| 星期一至五         | 07:30-07:37                | 7                          | 星期一至五       | 13:00-15:00  | 10           |
| 星期一至五         | 07:37-08:25                | 8                          | 星期一至五       | 15:00-16:20  | 8            |
| 星期一至五         | 08:25-09:55                | 10                         | 星期一至五       | 16:20-17:30  | 7            |
| 星期一至五         | 09:55-10:10                | 7/8                        | 星期一至五       | 17:30-18:37  | 7/8          |
| 星期一至五         | 10:10-10:40                | 10                         | 星期一至五       | 18:37-19:00  | 11/12        |
| 星期一至五         | 10:40-11:49                | 8/9                        | 星期一至五       | 19:00-19:30  | 10           |
| 星期一至五         | 11:49-12:10                | 10/11                      | 星期一至五       | 19:30-21:00  | 7/8          |
| 星期一至五         | 12:10-14:00                | 10                         | 星期一至五       | 21:00-22:10  | 7            |
| 星期一至五         | 14:00-16:24                | 12                         | 星期一至五       | 22:10-22:58  | 6            |
| 星期一至五         | 16:24-17:54                | 15                         | 星期一至五       | 22:58-23:30  | 8            |
| 星期一至五         | 17:54-18:34                | 20                         | 星期一至五       | 23:30-23:51  | 10/11        |
| 星期一至五         | 18:34-19:49                | 15                         | 星期一至五       | 23:51-00:15  | 12           |
| 星期一至五         | 20:00                      | 20:00                      | 星期一至五       | 00:15-01:00  | 15           |
| 星期一至五         | 20:15-00:15                | 15                         |                  |              |              |
| 星期六             | 05:25-06:05                | 10                         | 星期六           | 06:00-10:00  | 20           |
| 星期六             | 06:05-07:05                | 12                         | 星期六           | 10:00-11:00  | 12           |
| 星期六             | 07:05-09:15                | 10                         | 星期六           | 11:00-12:00  | 10           |
| 星期六             | 09:15-10:00                | 6/7                        | 星期六           | 12:00-12:45  | 9            |
| 星期六             | 10:00-14:00                | 7/8                        | 星期六           | 12:45-14:00  | 7/8          |
| 星期六             | 14:00-15:12                | 9                          | 星期六           | 14:00-15:00  | 10           |
| 星期六             | 15:22、15:33、15:45、15:56 | 15:22、15:33、15:45、15:56 | 星期六           | 15:00-21:25  | 8/9          |
| 星期六             | 16:06-16:51                | 9                          | 星期六           | 21:25-22:00  | 7            |
| 星期六             | 16:51-17:12                | 10/11                      | 星期六           | 22:00-22:45  | 6/7          |
| 星期六             | 17:12-19:00                | 12                         | 星期六           | 22:45-23:00  | 7/8          |
| 星期六             | 19:00-23:00                | 15                         | 星期六           | 23:00-23:40  | 10           |
| 星期六             | 23:00-00:00                | 20                         | 星期六           | 23:51、00:03 | 23:51、00:03 |
| 星期六             | 00:15                      | 00:15                      | 星期六           | 00:15-01:00  | 15           |
| 星期日及公眾假期   | 05:25-07:55                | 15                         | 星期日及公眾假期 | 06:00-10:00  | 20           |
| 星期日及公眾假期   | 07:55-09:15                | 10                         | 星期日及公眾假期 | 10:00-12:00  | 10           |
| 星期日及公眾假期   | 09:15-09:57                | 8/9                        | 星期日及公眾假期 | 12:00-12:45  | 9            |
| 星期日及公眾假期   | 09:57-16:15                | 6-8                        | 星期日及公眾假期 | 12:45-23:04  | 6-8          |
| 星期日及公眾假期   | 16:15-17:05                | 10                         | 星期日及公眾假期 | 23:04-23:24  | 10           |
| 星期日及公眾假期   | 17:05-17:56                | 8/9                        | 星期日及公眾假期 | 23:24-00:00  | 12           |
| 星期日及公眾假期   | 17:56-20:56                | 12                         | 星期日及公眾假期 | 00:00-01:00  | 15           |
| 星期日及公眾假期   | 21:10                      |                            |                  |              |              |
| 星期日及公眾假期   | 21:25-22:55                | 15                         |                  |              |              |
| 星期日及公眾假期   | 22:55-00:15                | 20                         |                  |              |              |

## 收費
全程：$7.1
- 永興街往會展站：$5.2
- 興發街往西灣河（嘉亨灣）：$5.5
- 鯉景灣往西灣河（嘉亨灣）：$4.5

| - 本線設有12歲以下小童及65歲或以上長者半價優惠。 - 65歲或以上香港居民使用「樂悠咭」，以及12歲以下合資格殘疾兒童使用「殘疾人士身份」個人八達通繳付車資，均可享有每程$2.0或半價（以較低者為準）的票價優惠；12至64歲合資格殘疾人士使用「殘疾人士身份」個人八達通（包括「樂悠咭」），以及60至64歲香港居民使用「樂悠咭」繳付車資，均可享有每程$2.0或全費（以較低者為準）的票價優惠。 - 65歲或以上長者如使用長者或一般個人八達通繳付車資，則只可享有半價優惠；12至64歲合資格殘疾人士如不使用「殘疾人士身份」個人八達通，以及60至64歲人士如不使用「樂悠咭」繳付車資，必須繳付全費。 - 乘客可以現金或八達通於上車時付款，不設找續。 - 每位成人乘客可免費攜帶最多兩名4歲以下而不佔座位的兒童乘客乘車，超額之4歲以下小童必須繳付小童車費乘車。 - 九龍巴士、城巴及龍運巴士全職員工及家屬（不包括外判職員）可免費乘搭本路線，惟必須拍職員或職員家屬八達通。 - 乘客亦可使用AlipayHK「易乘碼」、支付寶、WeChatHK／微信支付「搭車碼」、銀聯雲閃付「乘車碼」及BOC Pay「乘車碼」、具有感應式支付功能的VISA、Mastercard及銀聯卡，以及Apple Pay、Google Pay及Samsung Pay流動支付平台繳付車資。使用此支付方式的乘客可享有中途下車之分段收費，以及與其他城巴獨營路線或聯營線城巴班次之轉乘優惠，惟不適用於與非城巴路線之轉乘優惠。乘客亦不能享有「公共交通費用補貼計劃」及「長者及合資格殘疾人士公共交通票價優惠計劃」。 |

### 八達通轉乘優惠
乘客登上本線後指定時間內以同一張八達通卡轉乘以下路線，或從以下路線登車後指定時間內以同一張八達通卡轉乘本線，次程可獲車資折扣優惠：
2X往嘉亨灣 → 2A往耀東邨、77或99往筲箕灣，次程車資全免，轉乘時限為90分鐘，必須於西灣河站進行轉乘，及優惠祇適用於東區走廊之前登上本線的乘客
2X←→9、14、389，次程可獲$1折扣優惠
- 2X往嘉亨灣 → 9往石澳或389往柴灣墳場，轉乘時限為90分鐘，優惠祇適用於東區走廊之前登上本線的乘客
- 9或389往筲箕灣 → 2X往會展站，轉乘時限為90分鐘
- 2X往嘉亨灣 → 14往赤柱，轉乘時限為180分鐘
- 14往西灣河 → 2X往會展站，轉乘時限為180分鐘

2X←→15B、23、38、42(C)，次程可獲$1折扣優惠，轉乘時限為90分鐘
- 2X往會展站 → 15B往山頂、23往蒲飛路、38往置富、42往華富或42C往數碼港
- 15B往天后站、23、38或42(C)往北角碼頭 → 2X往筲箕灣

2X←→8X，轉乘時限為90分鐘
- 2X往會展站 → 8X往跑馬地，次程車資全免
- 8X往小西灣 → 2X往嘉亨灣，次程可獲$5.1（禮頓道前登上8X線的乘客）／$4.4（禮頓道或之後登上8X線的乘客）折扣優惠

2X←→608
- 2X往嘉亨灣→ 608往九龍城，次程可獲$3.7（興發街前登上2X線的乘客）／$5.1（灣仔北至高士威道之間沿途各站登上2X線的乘客）折扣優惠，轉乘時限為90分鐘
- 2X往會展站→ 608往九龍城，回贈首程車費
- 608往筲箕灣 → 2X往嘉亨灣，次程車資全免 （在九龍沿途各站登上608的乘客），轉乘時限為120分鐘
- 608往筲箕灣 → 2X往會展站，次程可獲$5.1折扣優惠 （在九龍沿途各站登上608的乘客）

2X←→694，次程可獲$1.5折扣優惠，轉乘時限為150分鐘
- 2X往嘉亨灣 → 694往調景嶺
- 694往小西灣 → 2X往灣仔北

2X←→933、976、986、989，次程可獲$3折扣優惠，轉乘時限為120分鐘

## 行車路線
西灣河（嘉亨灣）開經：太安街、愛勤道、愛賢街、愛秩序灣道、東喜道、南安里、南安街、筲箕灣巴士總站、南安里、筲箕灣道、太康街、東區走廊、興發街、永興街、英皇道、高士威道、伊榮街、邊寧頓街、怡和街、軒尼詩道及菲林明道。
會展站開經：鴻興道、菲林明道、軒尼詩道、怡和街、高士威道、興發街、東區走廊、太康街、鯉景道、太安街、筲箕灣道、愛秩序街、南安街、筲箕灣巴士總站、寶文街、望隆街、愛秩序灣道、愛賢街、愛勤道、太安街及太康街。

### 沿線車站

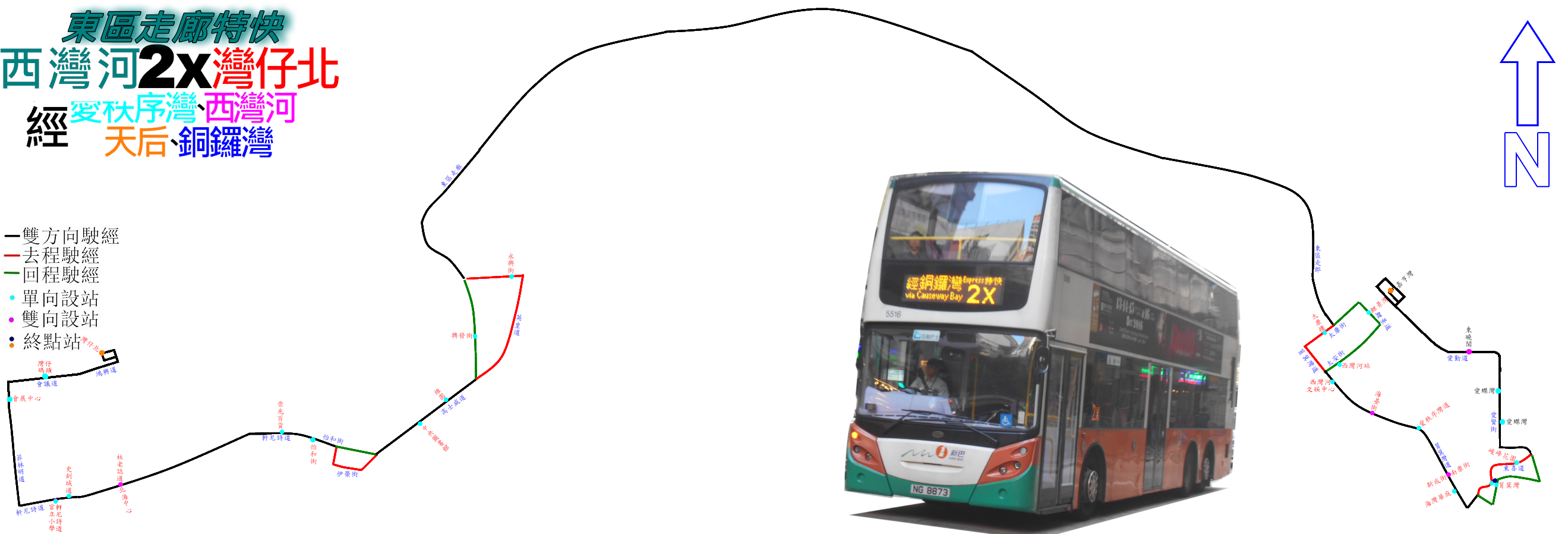
本線的走線圖

| 西灣河（嘉亨灣）開 | 西灣河（嘉亨灣）開 | 西灣河（嘉亨灣）開             | 會展站開 | 會展站開     | 會展站開                       |
| 序號               | 車站名稱           | 位置                           | 序號     | 車站名稱     | 位置                           |
| ------------------ | ------------------ | ------------------------------ | -------- | ------------ | ------------------------------ |
| 1                  | 嘉亨灣             | 西灣河（嘉亨灣）公共運輸交匯處 | 1        | 會展站       | 會展站公共運輸交匯處           |
| 2                  | 東旭苑東曉閣       | 愛勤道                         | 2        | 史釗域道     | 軒尼詩道                       |
| 3                  | 愛蝶灣             | 愛賢街                         | 3        | 馬師道       | 軒尼詩道                       |
| 4                  | 峻峰花園           | 東喜道                         | 4        | 崇光百貨     | 軒尼詩道                       |
| 5                  | 筲箕灣             | 筲箕灣巴士總站                 | 5        | 維多利亞公園 | 高士威道                       |
| 6                  | 海灣華庭           | 筲箕灣道                       | 6        | 興發街       | 興發街                         |
| 7                  | 新成街             | 筲箕灣道                       | 7        | 鯉景灣       | 鯉景道                         |
| 8                  | 海晏街             | 筲箕灣道                       | 8        | 西灣河站     | 太安街                         |
| 9                  | 西灣河文娛中心     | 筲箕灣道                       | 9        | 海晏街       | 筲箕灣道                       |
| 10                 | 太康樓             | 太康街                         | 10       | 愛秩序灣道   | 筲箕灣道                       |
| 11                 | 永興街             | 永興街                         | 11       | 南康街       | 筲箕灣道                       |
| 12                 | 香港中央圖書館     | 高士威道                       | 12       | 筲箕灣       | 筲箕灣巴士總站                 |
| 13                 | 希慎廣場           | 軒尼詩道                       | 13       | 愛東商場     | 愛賢街                         |
| 14                 | 北海中心           | 軒尼詩道                       | 14       | 東旭苑東曉閣 | 愛勤道                         |
| 15                 | 軒尼詩道官立小學   | 軒尼詩道                       | 15       | 嘉亨灣       | 西灣河（嘉亨灣）公共運輸交匯處 |
| 16                 | 會展站             | 會展站公共運輸交匯處           |          |              |                                |

## 客量
本線服務愛秩序灣、筲箕灣及西灣河一帶居民以特快途徑來往天后及銅鑼灣一帶，雖然沿途皆有港鐵直達，但基於需求龐大，行車時間比港鐵還要快，收費亦較港鐵便宜，故此客量一直高企，在繁忙時間及假日經常出現頂閘的情況。
由於720取道更為直接的告士打道直達灣仔北一帶，所以較少乘客會選乘本路線來往該區。

## 外部連結
- 城巴2X線路線圖 （页面存档备份，存于）
- 城巴2X 新巴/城巴官方網站 （页面存档备份，存于）
- 城巴2X線詳細時間表 （页面存档备份，存于）